# Moulins-sur-Yèvre
Pour les articles homonymes, voir Moulins.
Moulins-sur-Yèvre est une commune française située dans le département du Cher, en région Centre-Val de Loire.

## Géographie
Moulins-sur-Yèvre est une commune de la région Centre, dans le département du Cher, arrosée par les rivières Yèvre et Ouatier et leurs affluents Gimone et Tripande. Elle se situe à 2,5 km de Saint-Germain-du-Puy et à 12 km à l’est de Bourges. Elle est traversée par la RN 151, les RD 46 (liaison RN 15) et RD 976 et par la voie Réseau Ferré de France Lyon-Nantes.

### Climat
Pour des articles plus généraux, voir Climat du Centre-Val de Loire et Climat du Cher.
En 2010, le climat de la commune est de type climat océanique dégradé des plaines du Centre et du Nord, selon une étude du CNRS s'appuyant sur une série de données couvrant la période 1971-2000. En 2020, Météo-France publie une typologie des climats de la France métropolitaine dans laquelle la commune est exposée à un climat océanique altéré et est dans la région climatique  Centre et contreforts nord du Massif Central, caractérisée par un air sec en été et un bon ensoleillement. 
Pour la période 1971-2000, la température annuelle moyenne est de 11,3 °C, avec une amplitude thermique annuelle de 15,7 °C. Le cumul annuel moyen de précipitations est de 770 mm, avec 11,3 jours de précipitations en janvier et 7,6 jours en juillet. Pour la période 1991-2020, la température moyenne annuelle observée sur la station météorologique la plus proche, située sur la commune de Bourges à 9 km à vol d'oiseau, est de 12,1 °C et le cumul annuel moyen de précipitations est de 742,7 mm,. Pour l'avenir, les paramètres climatiques de la commune estimés pour 2050 selon différents scénarios d'émission de gaz à effet de serre sont consultables sur un site dédié publié par Météo-France en novembre 2022.

## Urbanisme

### Typologie
Au 1er janvier 2024, Moulins-sur-Yèvre est catégorisée commune rurale à habitat dispersé, selon la nouvelle grille communale de densité à 7 niveaux définie par l'Insee en 2022.
Elle est située hors unité urbaine. Par ailleurs la commune fait partie de l'aire d'attraction de Bourges, dont elle est une commune de la couronne,. Cette aire, qui regroupe 111 communes, est catégorisée dans les aires de 50 000 à moins de 200 000 habitants,.

### Occupation des sols
L'occupation des sols de la commune, telle qu'elle ressort de la base de données européenne d’occupation biophysique des sols Corine Land Cover (CLC), est marquée par l'importance des territoires agricoles (82,1 % en 2018), une proportion sensiblement équivalente à celle de 1990 (82,8 %). La répartition détaillée en 2018 est la suivante : 
terres arables (70 %), forêts (13,2 %), prairies (8,7 %), zones agricoles hétérogènes (3,5 %), zones urbanisées (2,5 %), zones industrielles ou commerciales et réseaux de communication (2,2 %).
L'évolution de l’occupation des sols de la commune et de ses infrastructures peut être observée sur les différentes représentations cartographiques du territoire : la carte de Cassini (XVIIIe siècle), la carte d'état-major (1820-1866) et les cartes ou photos aériennes de l'IGN pour la période actuelle (1950 à aujourd'hui).

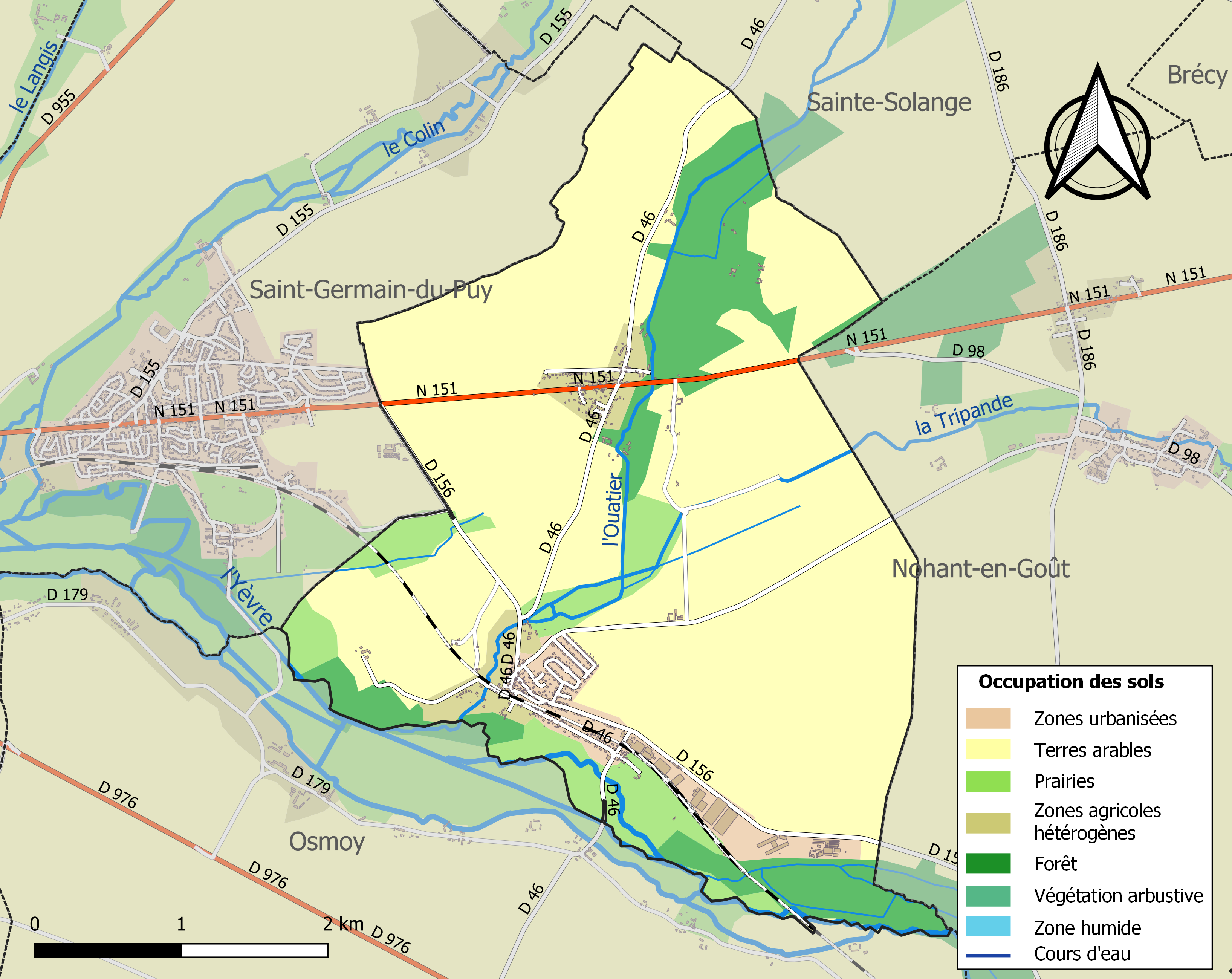
Carte des infrastructures et de l'occupation des sols de la commune en 2018 (CLC).

### Risques majeurs
Le territoire de la commune de Moulins-sur-Yèvre est vulnérable à différents aléas naturels : météorologiques (tempête, orage, neige, grand froid, canicule ou sécheresse), mouvements de terrains et séisme (sismicité faible). Il est également exposé à deux risques technologiques,  le transport de matières dangereuses et  le risque industriel. Un site publié par le BRGM permet d'évaluer simplement et rapidement les risques d'un bien localisé soit par son adresse soit par le numéro de sa parcelle.

#### Risques naturels

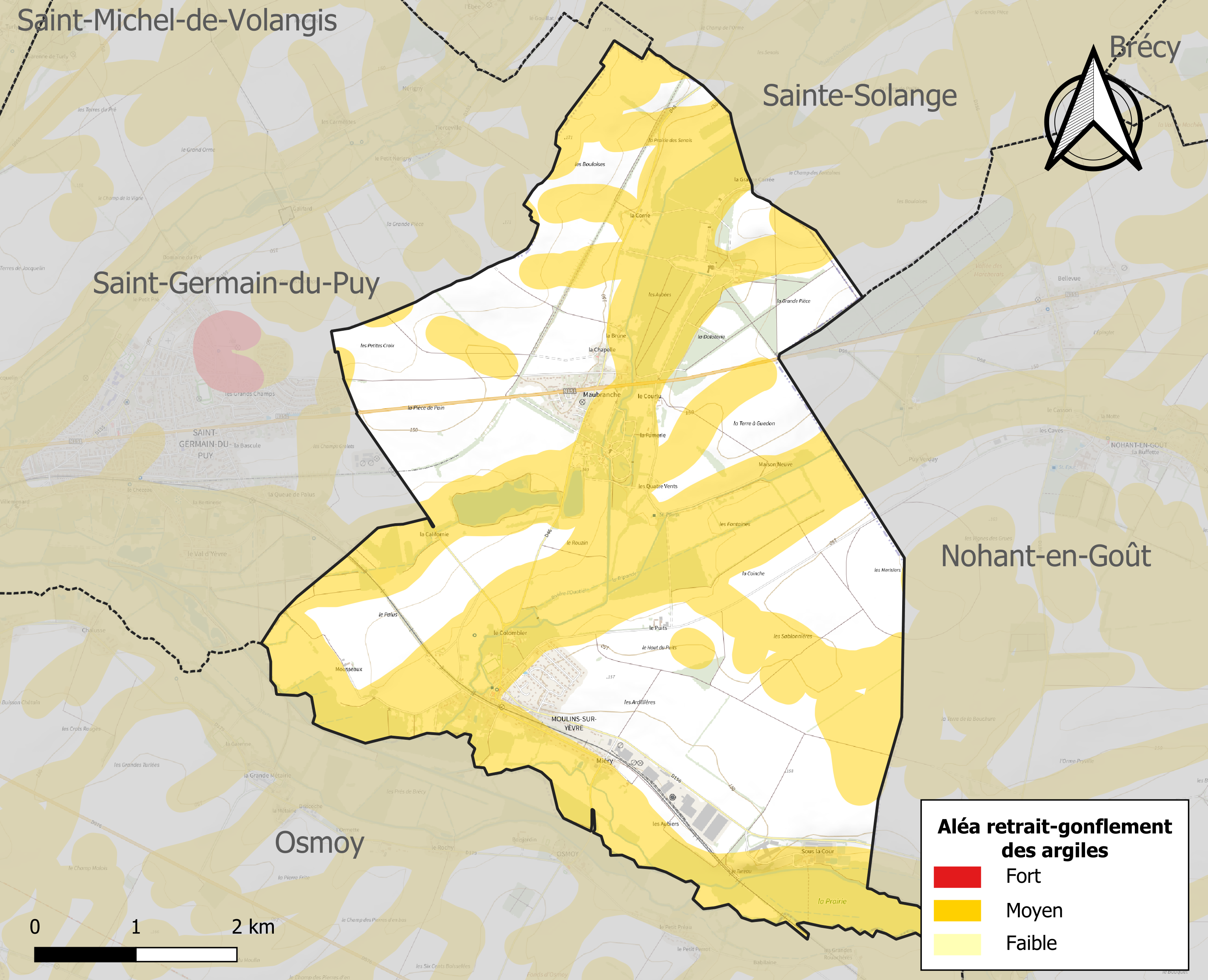
Carte des zones d'aléa retrait-gonflement des sols argileux de Moulins-sur-Yèvre.

La commune est vulnérable au risque de mouvements de terrains constitué principalement du retrait-gonflement des sols argileux. Cet aléa est susceptible d'engendrer des dommages importants aux bâtiments en cas d’alternance de périodes de sécheresse et de pluie. 56,3 % de la superficie communale est en aléa moyen ou fort (90 % au niveau départemental et 48,5 % au niveau national). Sur les 356 bâtiments dénombrés sur la commune en 2019, 120 sont en aléa moyen ou fort, soit 34 %, à comparer aux 83 % au niveau départemental et 54 % au niveau national. Une cartographie de l'exposition du territoire national au retrait gonflement des sols argileux est disponible sur le site du BRGM,.
Concernant les mouvements de terrains, la commune a été reconnue en état de catastrophe naturelle au titre des dommages causés par la sécheresse en 2019 et par des mouvements de terrain en 1999.

#### Risques technologiques
La commune est exposée au risque industriel du fait de la présence sur son territoire d'une entreprise soumise à la directive européenne SEVESO.
Le risque de transport de matières dangereuses sur la commune est lié à sa traversée par des infrastructures routières ou ferroviaires importantes ou la présence d'une canalisation de transport d'hydrocarbures. Un accident se produisant sur de telles infrastructures est en effet susceptible d’avoir des effets graves au bâti ou aux personnes jusqu’à 350 m, selon la nature du matériau transporté. Des dispositions d’urbanisme peuvent être préconisées en conséquence.

## Histoire
Historiquement, plusieurs périodes caractérisent la commune :
- Le néolithique : occupation préhistorique - camp de Chou.
- la Gaule romaine : site de Chou – premiers habitants de Maubranche auprès de la voie romaine Bourges - Nevers.
- le XIIe siècle : construction de l’église – Sainte-Austrégésile.
- le XIVe siècle : construction du moulin à eau.
- le XVe siècle : construction du château.
- Mi-XIXe siècle : construction des écoles – Voie SNCF Lyon - Nantes.
- Mi-XXe siècle : construction des silos agricoles.

### Sites archéologiques
Le Bourg est attesté avec l'église au XIIe siècle, Moulin XIIe siècle, devenu fief au XIVe siècle. Vestiges médiévaux du château Grignon.
Aqueduc gallo-romain, également sur la commune de Sainte-Solange.
Chou : hameau  médiéval avec château et moulin.
Maubranche : hameau médiéval, chapelle du XVIIe siècle, moulin et pont au moins du XVIIIe siècle. Une nécropole à inhumation latérienne  est signalée au Grand Champ de Maubranche, sans localisation précise. Un autel élevé à Mars et à Auguste, signalé à Maubranche n'est pas localisé.
Les Ardillières : indice de site néolithique
Maubranche : château du XVe siècle et ancienne motte qui existait encore en 1596 (seigneurie attestée au XIIe siècle).
Le Colombier : site attesté  au moins dès 1397, appelé Château-le-Pont sur la carte de Cassini. Moulin hydraulique signalé dès 1560.
Voie antique reliant Bourges à Nevers. Le Puit : habitat attesté dès 1452.
Mièry : habitat attesté en 1391.12 - Sous la Cour : habitat isolé attesté dès 1560. Le toponyme suggère une occupation antérieure.
Un habitat isolé apparaît au XIXe siècle, un peu à l'ouest, au sud de Tureau.
La Corne : habitat et moulin attesté au moins dès 1503.

### Chapelle de Maubranche
Mousseaux, La Gronnière : hameaux médiévaux. La petite chapelle de Maubranche Notre-Dame-de-Liesse et-de-Consolation ; sa discrétion cachée derrière un épais buisson de buis, vénérée de nombreuses années, elle demande un repos mérité après avoir reçu plusieurs centaines de pèlerinages... et dit-on effectués des miracles. Elle appartient à la famille de Chaumont-Quitry, également propriétaire du magnifique château de Maubranche. La valeur historique et humaine de cette chapelle racontée par plusieurs rapporteurs n'engage pas le jugement de l'Église. Le culte de la Sainte Vierge en Berry tenta plusieurs historiens. Le premier, le plus ancien, qui aborda l’historique de la petite chapelle est le R.P Berthet, supérieur du couvent des Carmes de Bourges, début XVIIe. Le pèlerinage de Notre-Dame-de-Liesse et de Consolation vit le jour en 1620. Sa rapide popularité exigea, à proximité d'elle, la résidence de quelques religieux. Les Carmes de Bourges en furent désignés les gardiens. En 1654, leur supérieur publia une histoire de pèlerinage qu’il dédia à Mgr Anne de Levis-Vendadour, archevêque de Bourges. Monsieur Hamon, historien de 1861 à 1866, fonda le comité historique de Notre-Dame-de-France ou l’histoire du culte de la Sainte Vierge en France. Pour ce qui concerne la province ecclésiastique de Bourges, il fut publié en 1862 une liste de sanctuaires berrichons dédiés à la Sainte Vierge et classés en deux groupes : Cher et Indre... Maubranche y trouva place dans le Cher.

## Politique et administration
| Période                                  | Période       | Identité         | Étiquette | Qualité                                                   |
| ---------------------------------------- | ------------- | ---------------- | --------- | --------------------------------------------------------- |
| Les données manquantes sont à compléter. |               |                  |           |                                                           |
| mars 1989                                | novembre 2018 | Jean-Paul Berger | PS        | Retraité                                                  |
| janvier 2019                             | En cours      | Fabien Chausse,  |           | Employé civil ou agent de service de la fonction publique |

## Démographie
L'évolution du nombre d'habitants est connue à travers les recensements de la population effectués dans la commune depuis 1793. Pour les communes de moins de 10 000 habitants, une enquête de recensement portant sur toute la population est réalisée tous les cinq ans, les populations de référence des années intermédiaires étant quant à elles estimées par interpolation ou extrapolation. Pour la commune, le premier recensement exhaustif entrant dans le cadre du nouveau dispositif a été réalisé en 2006.

En 2022, la commune comptait 851 habitants, en évolution de +0,24 % par rapport à 2016 (Cher : −2,48 %, France hors Mayotte : +2,11 %).
| 1793 | 1800 | 1806 | 1821 | 1831 | 1836 | 1841 | 1846 | 1851 |
| ---- | ---- | ---- | ---- | ---- | ---- | ---- | ---- | ---- |
| 383  | 420  | 419  | 398  | 453  | 566  | 525  | 590  | 557  |

| 1856 | 1861 | 1866 | 1872 | 1876 | 1881 | 1886 | 1891 | 1896 |
| ---- | ---- | ---- | ---- | ---- | ---- | ---- | ---- | ---- |
| 530  | 559  | 591  | 552  | 536  | 580  | 545  | 604  | 541  |

| 1901 | 1906 | 1911 | 1921 | 1926 | 1931 | 1936 | 1946 | 1954 |
| ---- | ---- | ---- | ---- | ---- | ---- | ---- | ---- | ---- |
| 520  | 593  | 591  | 513  | 462  | 473  | 501  | 446  | 471  |

| 1962 | 1968 | 1975 | 1982 | 1990 | 1999 | 2006 | 2011 | 2016 |
| ---- | ---- | ---- | ---- | ---- | ---- | ---- | ---- | ---- |
| 483  | 445  | 421  | 369  | 382  | 466  | 556  | 745  | 849  |

| 2021 | 2022 | - | - | - | - | - | - | - |
| ---- | ---- | - | - | - | - | - | - | - |
| 850  | 851  | - | - | - | - | - | - | - |

Après plus années de déclin, l'augmentation soudaine du nombre d'habitants est due à la réalisation de quatre lotissements.

## Culture locale et patrimoine

### Lieux et monuments
- Château de Maubranche inscrit au titre des monuments historiques depuis 2013
- Église Sainte-Marie-Madeleine initiée au XIIe siècle pour l'abside, le transept et le carré du transept.

### Personnalités liées à la commune
- Félix de Chaumont-Quitry (1852-1925), militaire puis sculpteur, résidait au château de Maubranche.